# Список наград и номинаций Земфиры
Земфи́ра Талга́товна Рамаза́нова (тат. Земфира Тәлгать кызы Рамазанова; род. 26 августа 1976, Уфа) — российская певица, музыкант, композитор и автор песен, более известная мононимно как Земфи́ра. Является лауреатом Государственной республиканской молодёжной премии имени Шайхзады Бабича (1999), премии Российского Авторского Общества «За вклад в развитие науки, культуры и искусства» (2010), премий «Триумф» (2003) и «Золотая горгулья» (2003); а также кавалером ордена Дружбы (2018).
За двадцать пять лет профессиональной карьеры дважды была лауреатом премий «Овация» и «Премии Муз-ТВ», восемь раз была лауреатом премии Fuzz, трижды — премий «Степной волк», «Рекордъ» и RAMP, семь раз получала приз «Чартовой дюжины», дважды занимала первые места на фестивале Berlin Music Video Awards и дважды была номинирована на премию «Ника», кроме того, является лауреатом премий «Виктория» и «ПобоRoll», победительницей MTV Russia Music Awards в номинации «Лучшее видео» и MTV Europe Music Awards в номинации «Лучший российский исполнитель».

## Российская национальная музыкальная премия «Виктория»
| Год  | Номинируемая работа | Категория                                       | Результат |
| ---- | ------------------- | ----------------------------------------------- | --------- |
| 2015 | Земфира             | Лучший рок-исполнитель                          | Номинация |
| 2020 | «Крым»              | Лучшая рок-группа или рок-исполнитель           | Номинация |
| 2021 | «Почта»             | Лучшая рок-группа или рок-исполнитель           | Победа    |
| 2021 | «Злой человек»      | Лучшая песня (мелодия) к кинофильму или сериалу | Номинация |

Источники:,,.

## Национальная кинематографическая премия «Ника»
| Год  | Номинируемая работа     | Категория              | Результат |
| ---- | ----------------------- | ---------------------- | --------- |
| 2013 | «Последняя сказка Риты» | Лучшая музыка к фильму | Номинация |
| 2022 | «Северный ветер»        | Лучшая музыка к фильму | Ожидается |

Источники:,.

## Национальная российская премия «Овация»
| Год  | Номинируемая работа | Категория       | Результат |
| ---- | ------------------- | --------------- | --------- |
| 2000 | Земфира             | Рок-исполнитель | Победа    |
| 2000 | Земфира             | Солистка        | Победа    |

Источники:,.

## ПобоRoll
| Год  | Номинируемая работа                | Категория                     | Результат |
| ---- | ---------------------------------- | ----------------------------- | --------- |
| 2001 | Земфира                            | Группа года: выбор слушателей | Номинация |
| 2002 | Земфира                            | Группа года: выбор слушателей | Номинация |
| 2002 | «Нашествие», Раменское, 10.08.2002 | Концертное выступление года   | Победа    |
| 2002 | «Бесконечность»                    | Песня года                    | Номинация |

Источники:,.

## Премия Муз-ТВ
| Год  | Номинируемая работа                | Категория                          | Результат |
| ---- | ---------------------------------- | ---------------------------------- | --------- |
| 2003 | «Четырнадцать недель тишины»       | Лучший альбом                      | Победа    |
| 2003 | «Бесконечность»                    | Лучшее видео                       | Номинация |
| 2003 | Земфира                            | Лучшая рок-группа                  | Номинация |
| 2005 | Земфира                            | Лучшая рок-группа                  | Номинация |
| 2005 | Земфира                            | Лучшая исполнительница             | Номинация |
| 2006 | Земфира                            | Лучшая исполнительница             | Номинация |
| 2006 | «Вендетта»                         | Лучший альбом                      | Номинация |
| 2008 | Земфира                            | Лучшая исполнительница             | Номинация |
| 2008 | «Мы разбиваемся»                   | Лучшая песня                       | Номинация |
| 2008 | «Мы разбиваемся»                   | Лучшее видео                       | Номинация |
| 2008 | «Спасибо»                          | Лучший альбом                      | Номинация |
| 2008 | Зелёный театр ЦПКиО им М. Горького | Лучшее концертное шоу              | Номинация |
| 2012 | Земфира                            | Лучшая исполнительница             | Номинация |
| 2012 | Земфира                            | Лучшая исполнительница десятилетия | Победа    |
| 2014 | Земфира                            | Лучшая исполнительница             | Номинация |
| 2016 | Земфира                            | Лучшая исполнительница             | Номинация |
| 2016 | Земфира                            | Лучшая рок-исполнитель             | Номинация |
| 2017 | Земфира                            | Лучший рок-исполнитель             | Номинация |
| 2017 | «Жить в твоей голове»              | Лучшая песня пятнадцатилетия       | Номинация |

Источники:,,,,,,,.

## Премия RU.TV
| Год  | Номинируемая работа   | Категория         | Результат |
| ---- | --------------------- | ----------------- | --------- |
| 2014 | «Жить в твоей голове» | Возвращение года  | Номинация |
| 2015 | Земфира               | Лучший рок-проект | Номинация |

Источники:,.

## Рекордъ
| Год  | Номинируемая работа          | Категория                | Результат |
| ---- | ---------------------------- | ------------------------ | --------- |
| 2001 | Земфира                      | Исполнитель года         | Победа    |
| 2001 | «Прости меня моя любовь»     | Альбом года              | Победа    |
| 2001 | «До свидания…»               | Сингл года               | Номинация |
| 2001 | «До свидания…»               | Российский радиохит года | Номинация |
| 2003 | «Четырнадцать недель тишины» | Альбом года              | Номинация |
| 2006 | «Вендетта»                   | Альбом года              | Победа    |
| 2008 | «Спасибо»                    | Альбом артистки          | Номинация |

Источники:,,,.

## Степной волк
| Год  | Номинируемая работа                            | Категория        | Результат |
| ---- | ---------------------------------------------- | ---------------- | --------- |
| 2008 | Земфира                                        | Поэзия на музыку | Номинация |
| 2008 | «Спасибо»                                      | Диск             | Победа    |
| 2008 | Концерт в СК «Олимпийский», Москва, 01.04.2008 | Концерт          | Победа    |
| 2009 | Земфира                                        | Интернет         | Номинация |
| 2009 | Земфира                                        | Голос            | Номинация |
| 2014 | «Жить в твоей голове»                          | Альбом           | Номинация |
| 2014 | Концерт в «Лужниках»                           | Концерт          | Победа    |

Источники:,,,.

## Чартова дюжина
| Год  | Номинируемая работа                                        | Категория | Результат |
| ---- | ---------------------------------------------------------- | --------- | --------- |
| 2008 | «Спасибо»                                                  | Альбом    | Номинация |
| 2008 | «Мы разбиваемся»                                           | Песня     | Номинация |
| 2008 | «Мы разбиваемся»                                           | Музыка    | Победа    |
| 2008 | «Мы разбиваемся»                                           | Видеоклип | Номинация |
| 2008 | Земфира                                                    | Солистка  | Победа    |
| 2008 | «Зелёный концерт в Зелёном театре», Москва, 08.06.2007     | Концерт   | Номинация |
| 2009 | Концерт в Спорткомплексе «Олимпийский», Москва, 01.04.2008 | Концерт   | Номинация |
| 2009 | Земфира                                                    | Солистка  | Номинация |
| 2010 | Земфира                                                    | Солистка  | Победа    |
| 2011 | «Поцелуи»                                                  | Лауреаты  | Победа    |
| 2012 | «Без шансов»                                               | Песня     | Номинация |
| 2012 | «Без шансов»                                               | Поэзия    | Номинация |
| 2012 | «Без шансов»                                               | Музыка    | Победа    |
| 2012 | Земфира                                                    | Солистка  | Победа    |
| 2012 | Земфира                                                    | Группа    | Номинация |
| 2013 | Москва, Arena Moscow, 11—12.12.2011                        | Концерт   | Номинация |
| 2013 | Земфира                                                    | Солистка  | Номинация |
| 2014 | Земфира                                                    | Солистка  | Номинация |
| 2014 | Земфира                                                    | Группа    | Номинация |
| 2014 | «Кофевино»                                                 | Песня     | Номинация |
| 2014 | «Жить в твоей голове»                                      | Альбом    | Номинация |
| 2015 | Лужники, 14.12.2013                                        | Концерт   | Номинация |
| 2017 | «Маленький человек», Олимпийский, 01.04 и 03.04.2016       | Концерт   | Победа    |
| 2017 | Земфира                                                    | Солистка  | Номинация |
| 2018 | Земфира                                                    | Солистка  | Номинация |
| 2019 | Земфира                                                    | Солистка  | Номинация |
| 2022 | Земфира                                                    | Солистка  | Номинация |
| 2022 | «Бордерлайн»                                               | Альбом    | Номинация |

Источник: статья «Чартова дюжина».

## Премия Fuzz
| Год  | Номинируемая работа          | Категория            | Результат |
| ---- | ---------------------------- | -------------------- | --------- |
| 2000 | Земфира                      | Лучшая группа        | Победа    |
| 2000 | Земфира                      | Лучшая новая группа  | Номинация |
| 2000 | «Земфира»                    | Лучший альбом        | Победа    |
| 2000 | «Ромашки»                    | Лучшая песня         | Номинация |
| 2001 | Земфира                      | Лучшая группа        | Победа    |
| 2001 | Земфира                      | Лучшая live-группа   | Номинация |
| 2001 | «Прости меня моя любовь»     | Лучший альбом        | Победа    |
| 2001 | «Искала»                     | Лучшая песня         | Номинация |
| 2002 | «Трафик»                     | Лучшая песня         | Победа    |
| 2002 | «Трафик»                     | Лучший видеоклип     | Победа    |
| 2003 | Земфира                      | Лучшая группа        | Номинация |
| 2003 | Земфира                      | Лучшая live-группа   | Победа    |
| 2003 | «Четырнадцать недель тишины» | Лучший альбом        | Номинация |
| 2003 | «Бесконечность»              | Лучшая песня         | Номинация |
| 2003 | «Бесконечность»              | Лучший видеоклип     | Победа    |
| 2004 | «Ты продаёшь мою любовь»     | Лучшая песня         | Номинация |
| 2005 | «Прогулка»                   | Лучший видеоклип     | Номинация |
| 2006 | Земфира                      | Лучшая группа/артист | Номинация |
| 2006 | «Вендетта»                   | Лучший альбом        | Номинация |
| 2006 | «Итоги»                      | Лучшая песня         | Номинация |
| 2006 | «Блюз»                       | Лучший видеоклип     | Номинация |
| 2008 | «Спасибо»                    | Лучший альбом        | Номинация |
| 2008 | «Мы разбиваемся»             | Лучшая песня         | Номинация |

Источники:,,,,,.

## Rock Alternative Music Prize
| Год  | Номинируемая работа                   | Категория      | Результат |
| ---- | ------------------------------------- | -------------- | --------- |
| 2007 | Земфира                               | Респект Рунета | Победа    |
| 2008 | «Спасибо»                             | Альбом года    | Победа    |
| 2008 | Концерт в СК «Олимпийский» 01.04.2008 | Концерт года   | Победа    |

Источники:,.

## Berlin Music Video Awards
| Год  | Номинируемая работа | Категория                | Результат |
| ---- | ------------------- | ------------------------ | --------- |
| 2021 | «Остин»             | Лучшее музыкальное видео | Победа    |
| 2021 | «Остин»             | Лучшая концепция         | Победа    |

Источник:.

## MTV Europe Music Awards
| Год  | Номинируемая работа | Категория                      | Результат |
| ---- | ------------------- | ------------------------------ | --------- |
| 2001 | Земфира             | Лучший российский исполнитель  | Номинация |
| 2005 | Земфира             | Лучший российский исполнитель  | Номинация |
| 2013 | Земфира             | Лучший российский исполнитель  | Победа    |
| 2013 | Земфира             | Лучший европейский исполнитель | Номинация |

Источники:,,.

## MTV Russia Music Awards
| Год  | Номинируемая работа | Категория              | Результат |
| ---- | ------------------- | ---------------------- | --------- |
| 2005 | «Прогулка», «Блюз»  | Лучшая исполнительница | Номинация |
| 2005 | «Прогулка», «Блюз»  | Лучший рок-проект      | Номинация |
| 2005 | «Прогулка», «Блюз»  | Лучший артист          | Номинация |
| 2005 | «Прогулка»          | Лучшая композиция      | Номинация |
| 2005 | «Блюз»              | Лучшее видео           | Победа    |

Источник:.